# NBA Jam
NBA Jam es un videojuego de baloncesto desarrollado por EA Sports y distribuido por EA Entertainment en 2010. Esta primera versión estaba basada en la Temporada 09-010, teniendo las licencias de algunas de las estrellas de la NBA de la época como LeBron James, Steve Nash, Kobe Bryant, Kevin Garnett, Marc Gasol, Carmelo Anthony, Chris Paul, Derrick Rose, y las leyendas, Julius Erving, Tim Hardaway, Chris Mullin, Larry Bird, Manute Bol, James Worthy, Kenny Anderson, Larry Johnson, Dennis Rodman y Bryant Reeves
```
o   
Spud Webb
.
```

## Estilo de juego
El videojuego consta de partidos de baloncesto 2 contra 2 entre los equipos de la NBA. Aunque en un principio NBA Jam parece un videojuego normal y corriente, pronto nos damos cuenta de que no es así. El juego es totalmente arcade no existiendo ningún tipo de sanción por faltas. Tampoco afectan otro tipo de infracciones como el campo atrás o la zona. Pero lo más espectacular del juego está al encestar: saltos imposibles, mates estratosféricos y tapones altísimos. El juego era todo un espectáculo visual lleno de dinamismo y generando grandes dosis de diversión.
El juego nos permitía elegir cualquier equipo de la NBA. Tras esto elegimos entre varios jugadores los dos que saltarán a la cancha y entonces comienza el espectáculo. Controlamos sólo uno de los dos jugadores, aunque siempre podremos pedir un pase al otro jugador o influenciarle para que intente un tiro. En la parte superior tenemos una barra de turbo que, al pulsar uno de los botones, ira bajando e intensificará nuestras habilidades dándonos más velocidad, salto, etc. La variedad de jugadas que se podían realizar era impresionante, por lo que tras varias partidas aún nos sorprendíamos con alguna jugada nueva.

## Apartado técnico
Técnicamente impresionó bastante gracias a su potente apartado gráfico, con unas canchas muy bien realizadas y una variedad y calidad de animaciones muy buenas. El apartado sonoro también destaca con unos buenos efectos de sonidos y voces que hacían las veces de comentarista que le daban dinamismo al juego. Por otro lado, la posibilidad de jugar cuatro jugadores a la vez ayudó al éxito del juego.

## Repercusión
El juego arrasó en los salones recreativos, llegando a facturar unos ingresos de 1.000.000.000 dólares. No estuvo exento de polémica debido a los altos precios de cada partida, ya que se cobraban en EE. UU. dos créditos por cuarto y un partido completo hasta ocho, llegando a los 2 dólares por partida.

## Conversiones y secuelas
El videojuego fue portado para Super NES, Mega Drive, Game Gear, Game Boy y Sega Mega-CD. 
En 1994 saldría la primera secuela, NBA Jam Tournament Edition, muy parecido al original aunque con algunas opciones más como la posibilidad de jugar con jugadores cabezudos, más jugadores, un modo torneo o sustituciones. Esta nueva versión incorpora novedades cuando se gana el torneo: cada equipo incorpora nuevos jugadores en su plantilla, además de sustituir los "Rookies" por los "All-Star" (formado por los mejores jugadores del NBA Jam y el NBA Jam Tournament Edition). Este juego salió para Super Nintendo, Game Boy, Sega Génesis y Sega 32X
En 1995 salió una versión con los jugadores de la liga universitaria titulada College Slam que pretendía popularizar el formato de Final Four que adquiría esta liga, aunque este juego no forma parte de la saga.
En 1996, ya bajo Acclaim Sports, salió NBA Hang Time donde se podían crear jugadores y mejorar atributos. El mismo año llegaría también la primera versión 3D con NBA Jam Extreme.
Dos años más tarde llegaría NBA Jam 99, y en 1999 aparecerían, de nuevo, dos títulos, NBA Jam 2000 y NBA Show Time: NBA on NBC. En 2000 apareció NBA Jam 2001. Y en 2001 llegarían NBA Hoopz y NBA Jam 2002.
Una nueva versión con espectaculares gráficos tridimensionales sería NBA Jam en 2003 para PlayStation 2 y Xbox.
En 2010, NBA Jam vuelve con EA Sports a la nueva generación, para las consolas Nintendo Wii, Xbox 360 y PlayStation 3, estas dos últimas con apartado en línea. Poco después apareció también para las plataformas Android e iOS. Finalmente, una versión revisada y actualizada apareció en 2011 con el nombre de NBA Jam: On Fire Edition, que es, hasta ahora, el último juego que se ha publicado de la saga.

## Lista de juegos
- Serie Midway:
  - NBA Jam (1993)
  - NBA Jam Tournament Edition (1994)
  - NBA Hangtime (1996)
  - NBA Showtime: NBA on NBC (1999)
  - NBA Hoopz (2001)
- Serie Acclaim Sports:
  - NBA Jam Extreme (1996)
  - NBA Jam 99 (1998)
  - NBA Jam 2000 (1999)
  - NBA Jam 2001 (2000)
  - NBA Jam 2002 (2002)
  - NBA Jam (2003)
- Serie EA Sports:
  - NBA Jam (2010)
  - NBA Jam: On Fire Edition (2011)